# Савез хокеја на леду Јерменије
Савез хокеја на леду Јерменије (јерм. Հայերեն հոկեյի ֆեդերացիայի) кровна је спортска организација задужена за хокеј на леду на подручју Јерменије. 
Савез је пуноправни члан Међународне хокејашке федерације (ИИХФ) од 22. септембра 1999. године. 
Седиште Савеза налази се у главном и највећем граду земље Јеревану.

## Такмичења
Репрезентација Јерменске ССР основана је 1962. када је одиграла и прву незваничну утакмицу против селекције Литванске ССР у Свердловску у оквиру Зимске Спартакијаде, и изгубила са 1:0. Под окриљем ИИХФ репрезентација је требало да дебитује на првенству 2003. на Новом Зеланду, али како челници Савеза играчима нису успели да обезбеде потребне визе и финансијска средства, репрезентација је одустала од такмичења те године. Прву службену утакмицу под окриљем ИИХФ одиграли су у Рејкјавику (Исланд) 17. марта 2004. против Ирске (поражени са 15:1) у оквиру Светског првенства Дивизије .
Национално првенство игра се од 2001. године. Лига је аматерског карактера и у њој се такмиче 4 екипе из главног града Јеревана. 

## Суспензије 2007. и 2010.
Репрезентација Јерменије је суспендована са првенства Дивизије III 2007. од стране ИИХФ због чињенице да су за репрезентацију наступали играчи који нису имали држављанство те земље. Због тога је била принуђена да игра додатне квалификације за првенство 2008. Међутим и на тим квалификацијама је било проблема са нелиценцираним играчима, због чега је репрезентација Јерменије дисквалификована из свих такмичења под окриљем ИИХФ на две године.
Након истека суспензије 2010. Јереван је био домаћин првенства Дивизије . Јерменија је на том турниру заузела 2. место изгубивши финални меч од Северне Кореје. Међутим опет се поновила прича са нерегистрованим играчима у тиму због чега је уследила нова дисквалификација. Председник тамошњег савеза је изјавио да је у питању био неспоразум. Јерменија је тако пропустила такмичења у 2011. и 2012. години.

## Савез у бројкама
Према подацима ИИХФ из 2013. у Јерменији је регистровано 587 активних играча аматерског хокеја на леду. Хокејашку инфраструктуру чине 2 затворена и 3 отворена терена. 